# Jimmy Van Heusen
Jimmy Van Heusen (Siracusa (Nueva York), Estados Unidos, 26 de enero de 1913-6 de febrero de 1990) fue un compositor estadounidense de música popular. Escribió canciones para el cine y la televisión, y ganó cuatro Oscars a la mejor canción original y un premio Emmy.

## Premios y distinciones
Premios Óscar
| Año  | Categoría              | Canción                      | Película                    | Resultado |
| ---- | ---------------------- | ---------------------------- | --------------------------- | --------- |
| 1945 | Mejor canción original | «Swinging on a Star»         | Siguiendo mi camino         | Ganador   |
| 1946 | Mejor canción original | «Aren't You Glad You're You» | Las campanas de Santa María | Nominado  |
| 1946 | Mejor canción original | «Sleighride in July»         | La bella del Yukon          | Nominado  |
| 1956 | Mejor canción original | «(Love Is) The Tender Trap»  | El solterón y el amor       | Nominado  |
| 1958 | Mejor canción original | «All The Way»                | La máscara del dolor        | Ganador   |
| 1959 | Mejor canción original | «To Love and Be Loved»       | Como un torrente            | Nominado  |
| 1960 | Mejor canción original | «High Hopes»                 | Millonario de ilusiones     | Ganador   |
| 1961 | Mejor canción original | «The Second Time Around»     | Buenos tiempos              | Nominado  |
| 1962 | Mejor canción original | «Pocketful of Miracles»      | Un gángster para un milagro | Nominado  |
| 1964 | Mejor canción original | «Call Me Irresponsible»      | Papa's Delicate Condition   | Ganador   |
| 1965 | Mejor canción original | «My Kind of Town»            | Cuatro gángsters de Chicago | Nominado  |
| 1965 | Mejor canción original | «Where Love Has Gone»        | ¿Adonde fue el amor?        | Nominado  |
| 1968 | Mejor canción original | «Thoroughly Modern Millie»   | Millie, una chica moderna   | Nominado  |
| 1969 | Mejor canción original | «Star!»                      | Star!                       | Nominado  |